# Hail the Villain

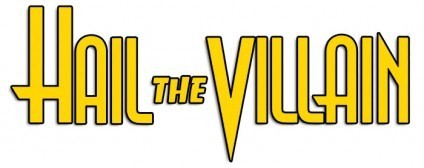
Logo

Hail the Villain (früher Fahrenheit) ist eine kanadische Hard-Rock-Band aus Oshawa, Ontario, Kanada.

## Geschichte
Die Band wurde 2003 unter dem Namen „Fahrenheit“ gegründet, als der Sänger Bryan Crouch die Schule abbrach. Anfang 2006 änderte die Band ihren Namen in „Hail the Villain“. Ihr Debütalbum Population Declining wurde 2008 veröffentlicht. Im Frühjahr 2009 sicherte sich Hail the Villain einen Record Deal mit Warner Music Canada. Roadrunner Records kam im Sommer 2010 an Bord und veröffentlichte Population Declining in den USA.

## Diskografie
Alben
- Population Declining (2008, Wiederveröffentlichung 8. Juni 2010)

EPs
- Maintain Radio Silence (17. April 2010)